# Francesco Conti (Maler)

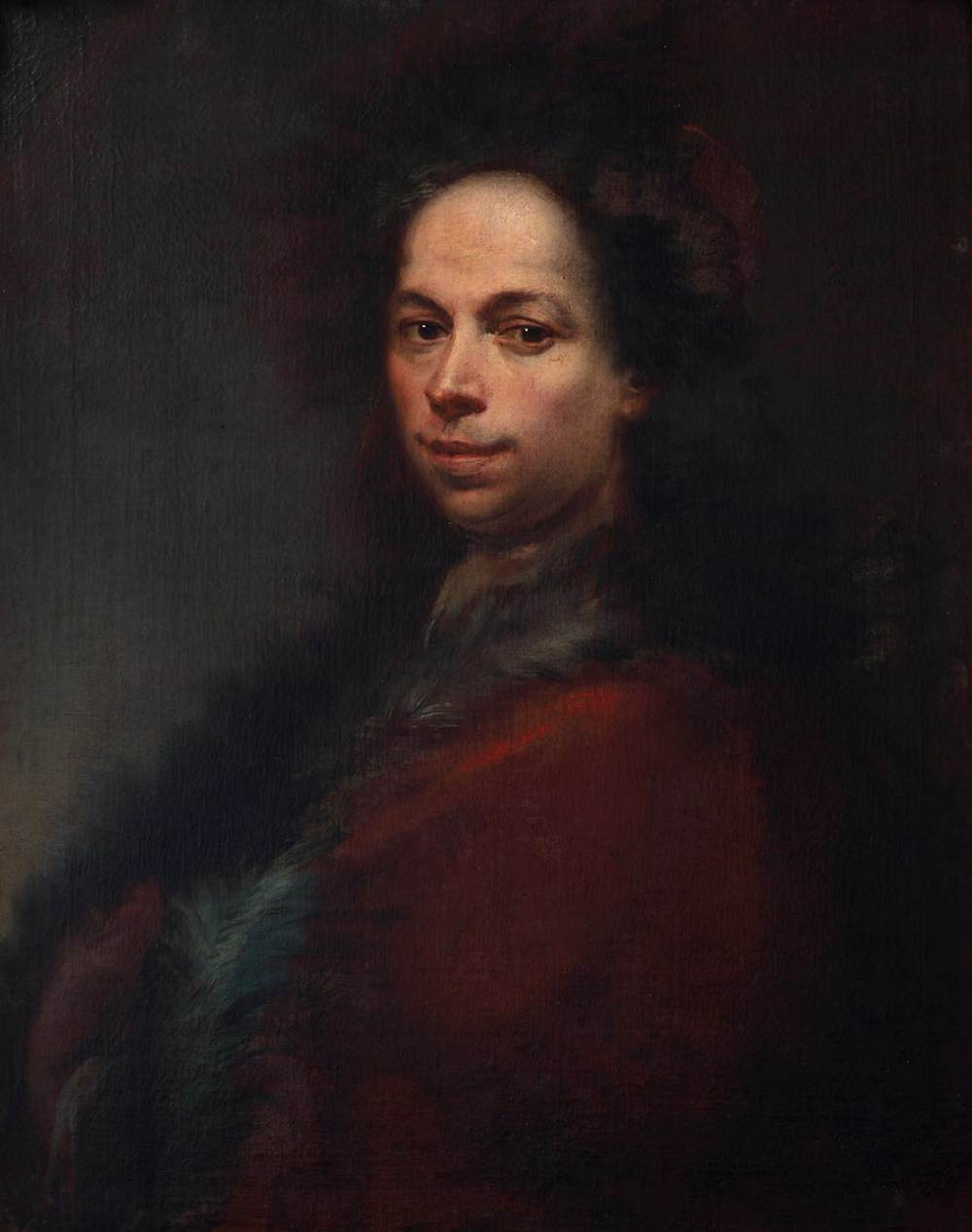
Francesco Conti, Selbstporträt

Francesco Conti (* 14. März 1682 in Florenz; † 8. Dezember 1760 ebenda) war ein italienischer Maler des Barock.

## Leben
Conti ging in seiner Heimatstadt Florenz angeblich von seinem 8. bis zum 18. Lebensjahr bei Simone Pignoni in die Lehre. Später konnte er in Rom seine Ausbildung bei Giovanni Maria Morandi und Carlo Maratta vervollkommnen. Ab 1700 gehörte er der Accademia delle arti del disegno an und unterrichtete dort ab 1736 als Zeichenlehrer. Zeitgenössischen Quellen zufolge schuf er über 100 Altarbilder und zahlreiche Gemälde für private Auftraggeber. An der Zahl seiner Bilder gemessen scheint er der wichtigste Maler sakraler Bilder seiner Zeit in der Toskana gewesen zu sein.

## Werke

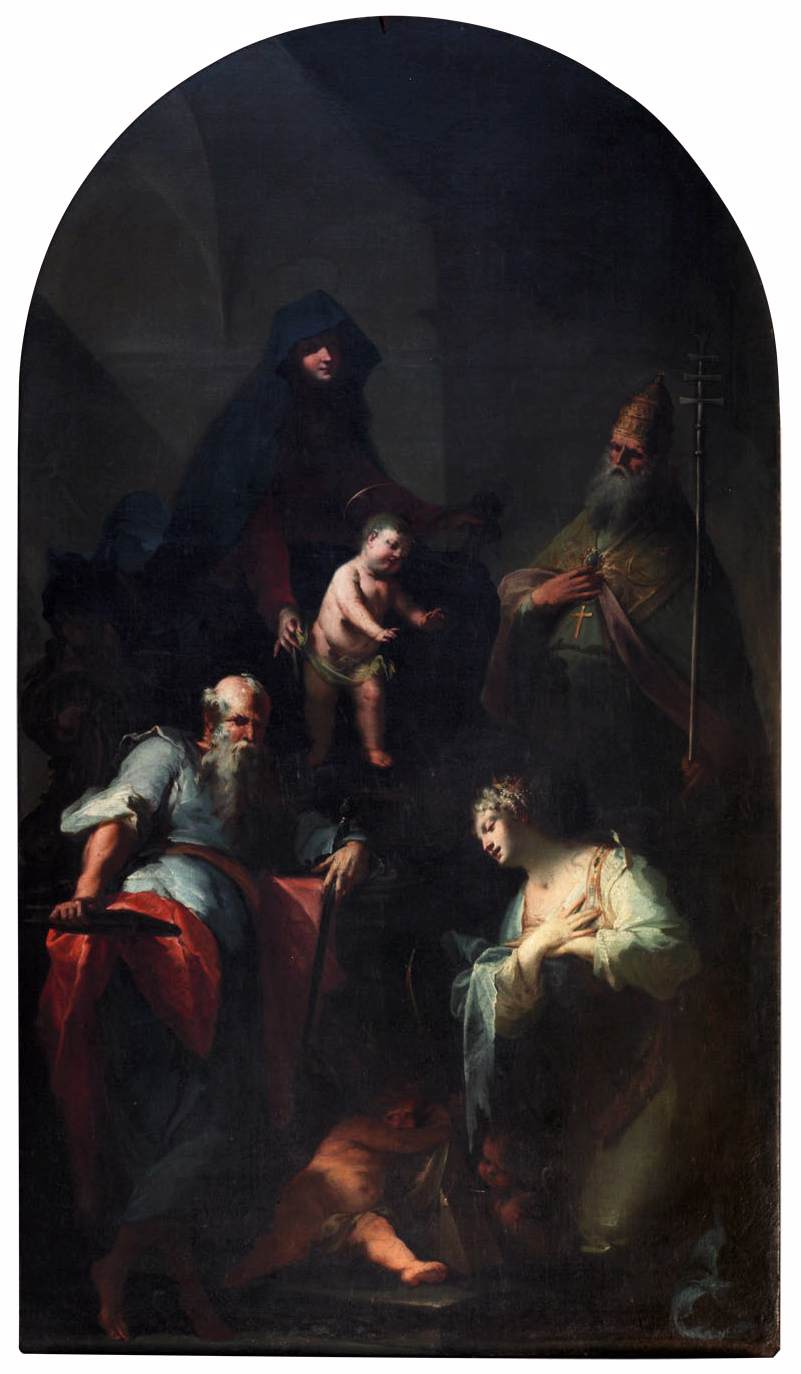
Madonna mit Kind und den Heiligen Papst Silvester, Paulus und Katharina von Alexandrien, 1738

- Trinità (auch Pietà gen.), 1709. S.Jacopo Soprarno
- Kreuzigung, heute in S.Lorenzo, kleinere Ausf. in den Uffizien, 1709.
- Hll. Laurentius, Ambrosius und Zanobius, 1714, Capp. delle Reliquie in S.Lorenzo
- Selbstbildnis, um 1710/20. Uffizien.
- Hl. Katharina von Alexandrien, um 1736. Prato, PCom.
- Madonna mit 3 Hll., um 1738. Monte Carlo, S.Andrea.
- Hll. Anna, Joseph und Joachim, 1745. Cortona, S.Agostino,
- Allegorien der Fama, Fede und Pace. Florenz, Casino di Gualfonda.
- Hl. Lucia. S.Stefano al Ponte.
- Tod des hl. Joseph für S.Eufrasia (heute Pisa, Depot der Soprintendenza), 1760, voll. von Ignazio Hugford

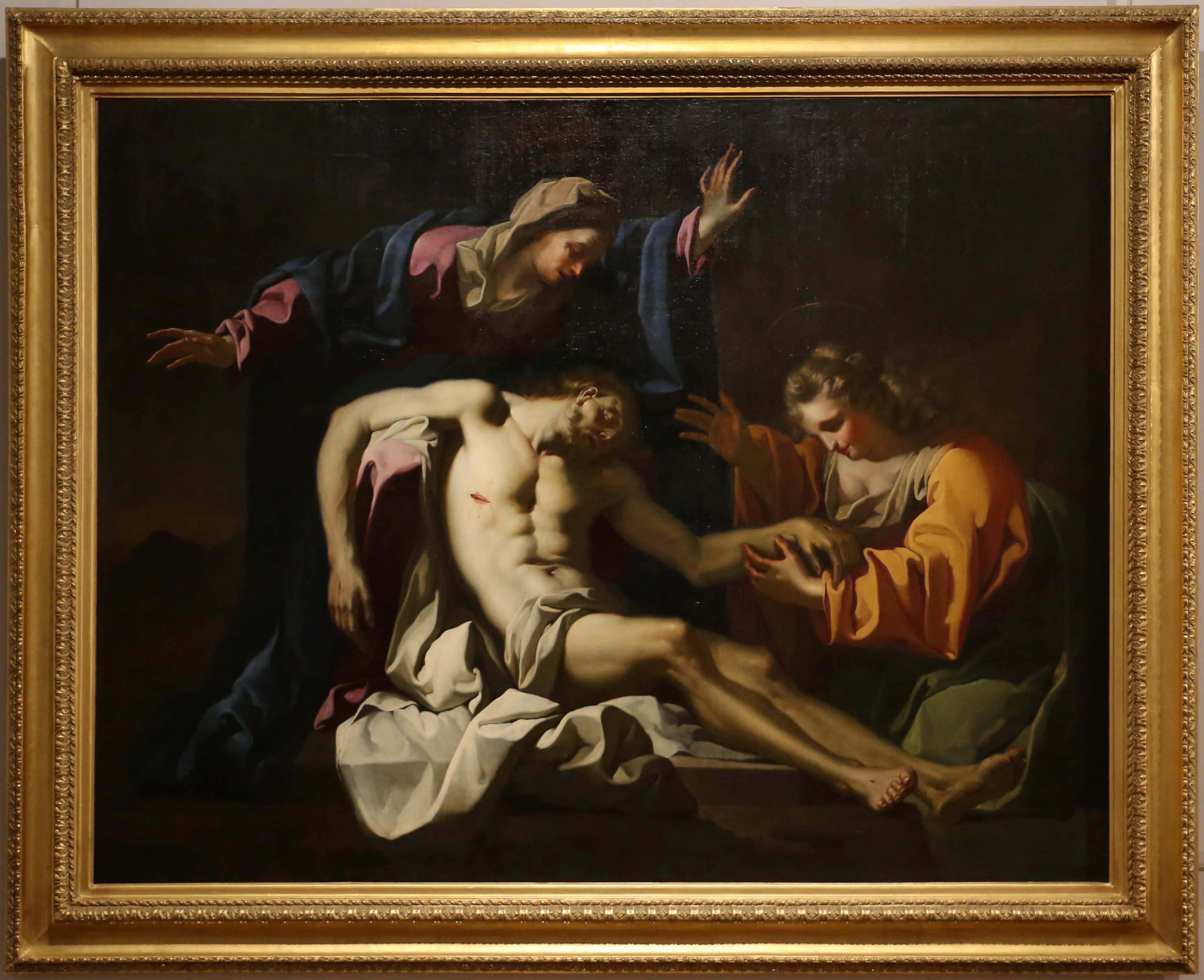
Beweinung Christi
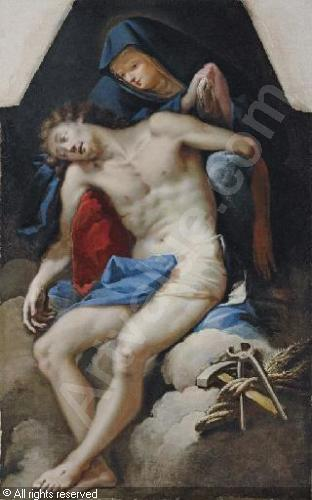
Pietà
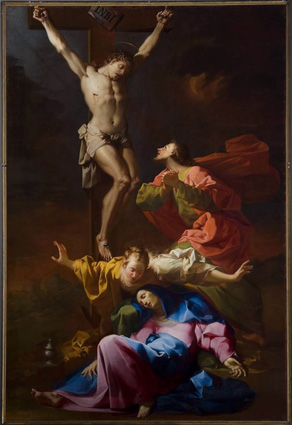
Kreuzigung, 1709
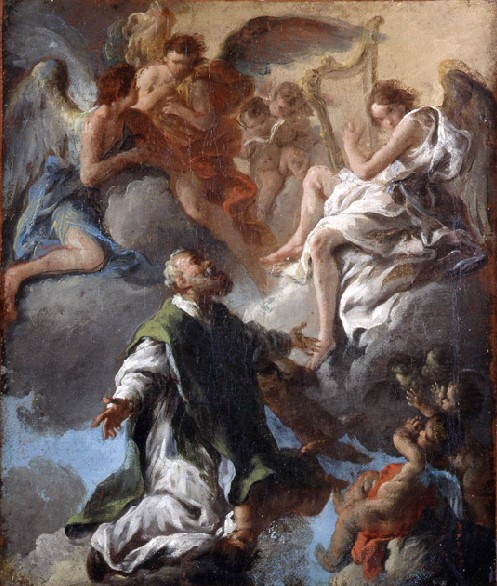
St. Philipp Neri vor einem musizierenden Engel
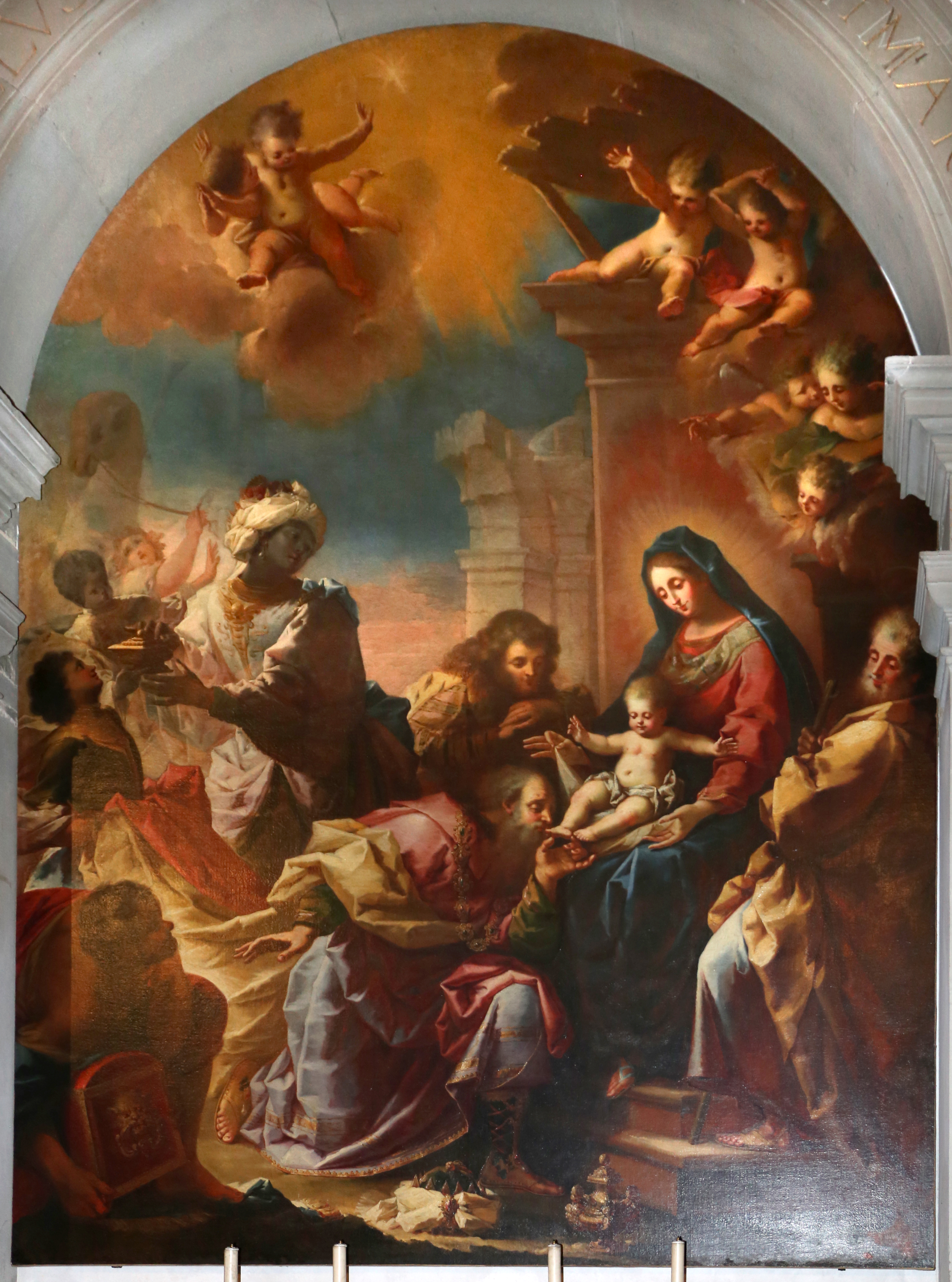
Anbetung der Könige, 1716
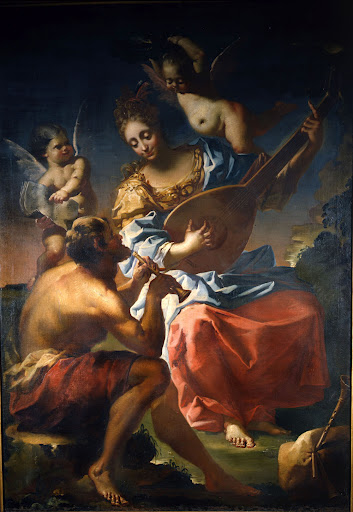
Allegorie der Musik
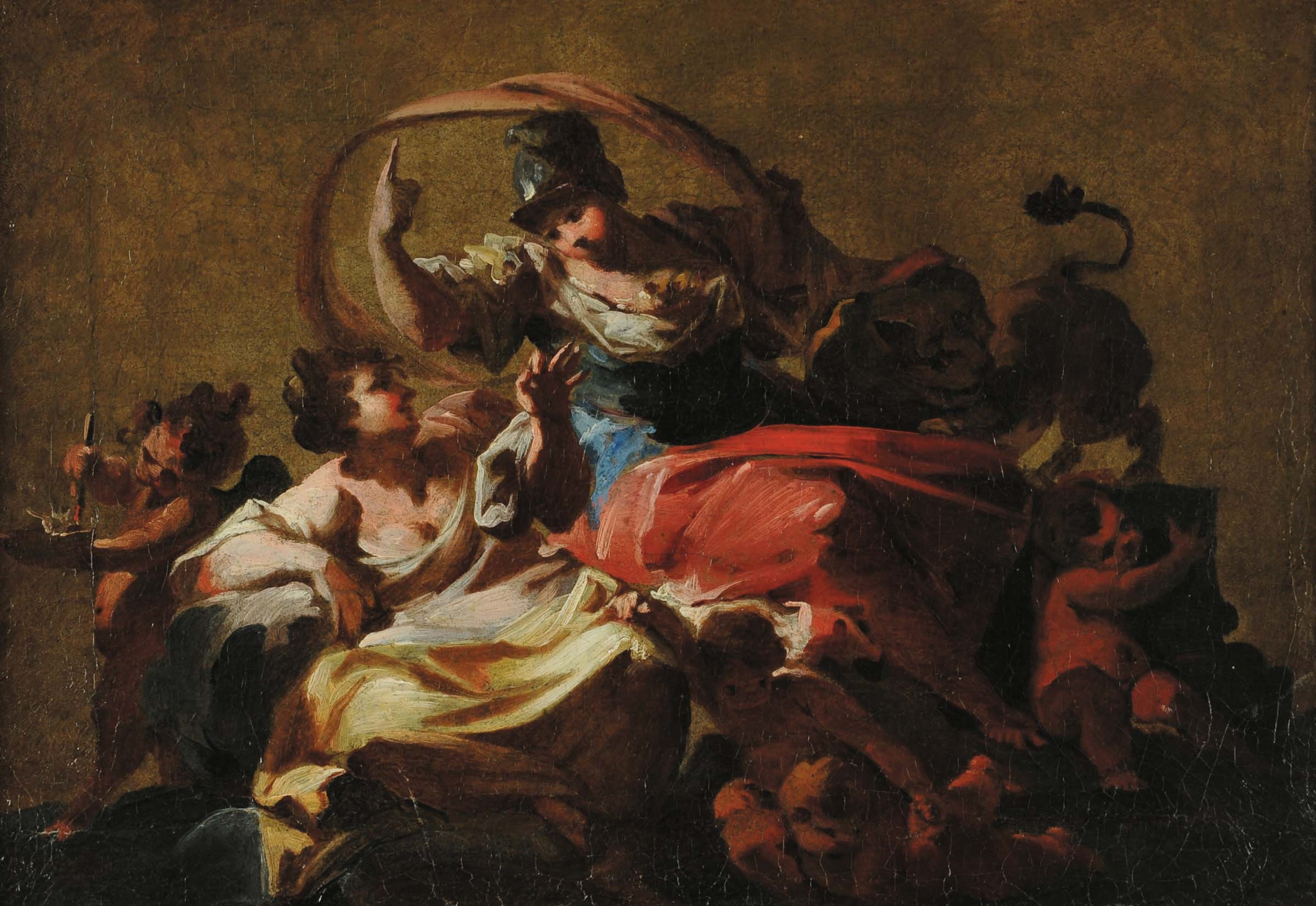
Allegorie der Malerei
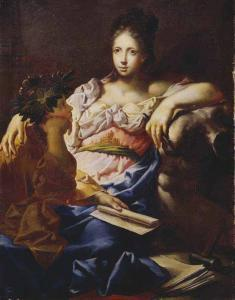
Allegorie der Bildhauerei
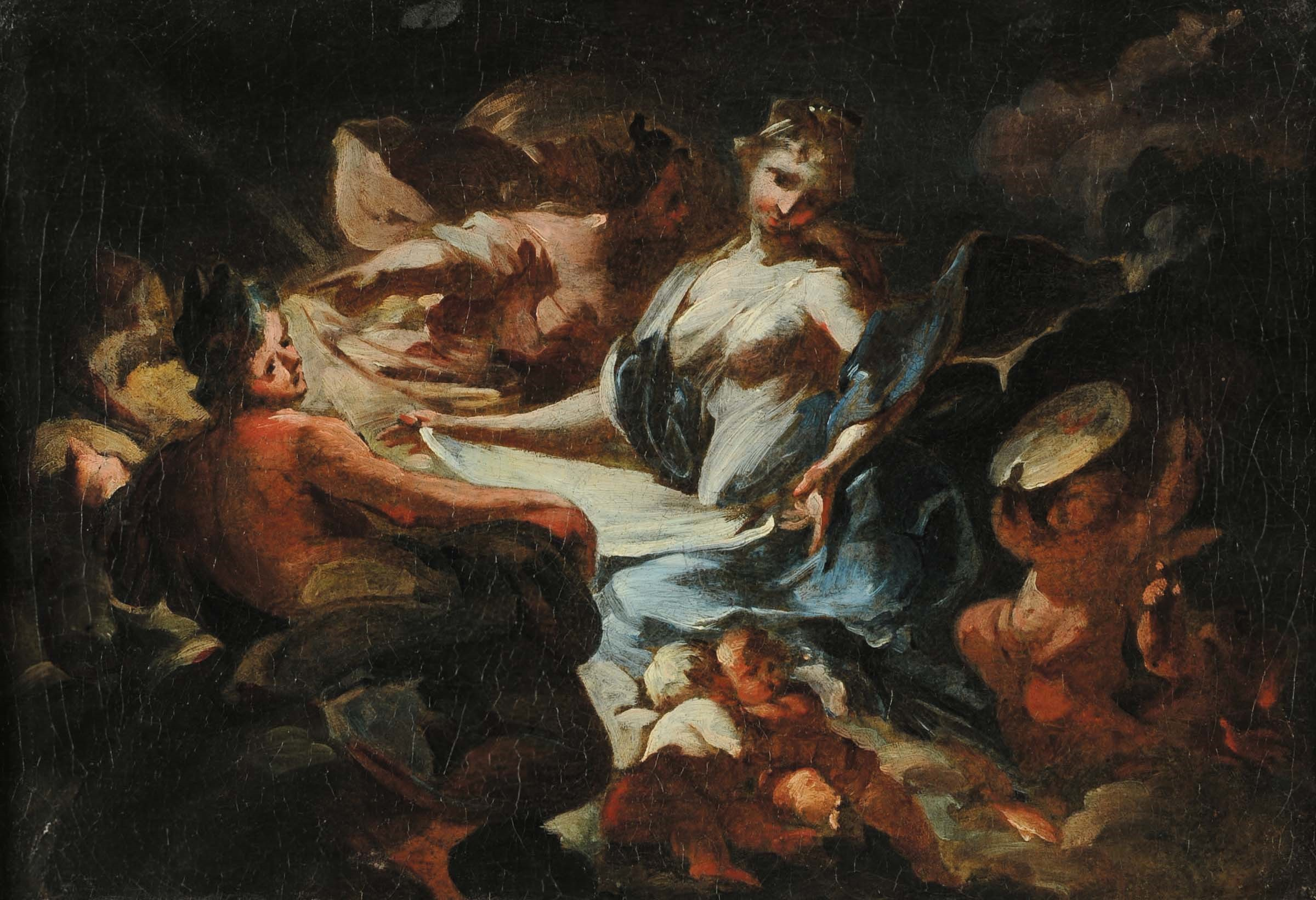
Allegorie der Stärke
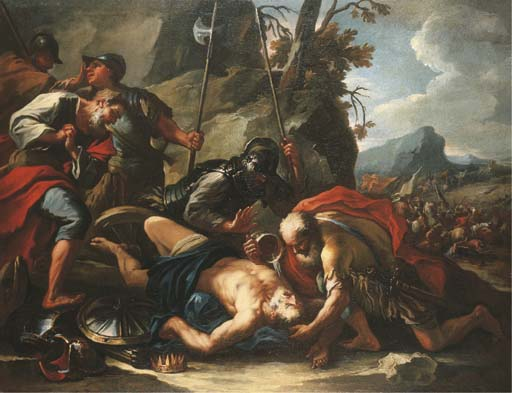
Der Tod des Josias
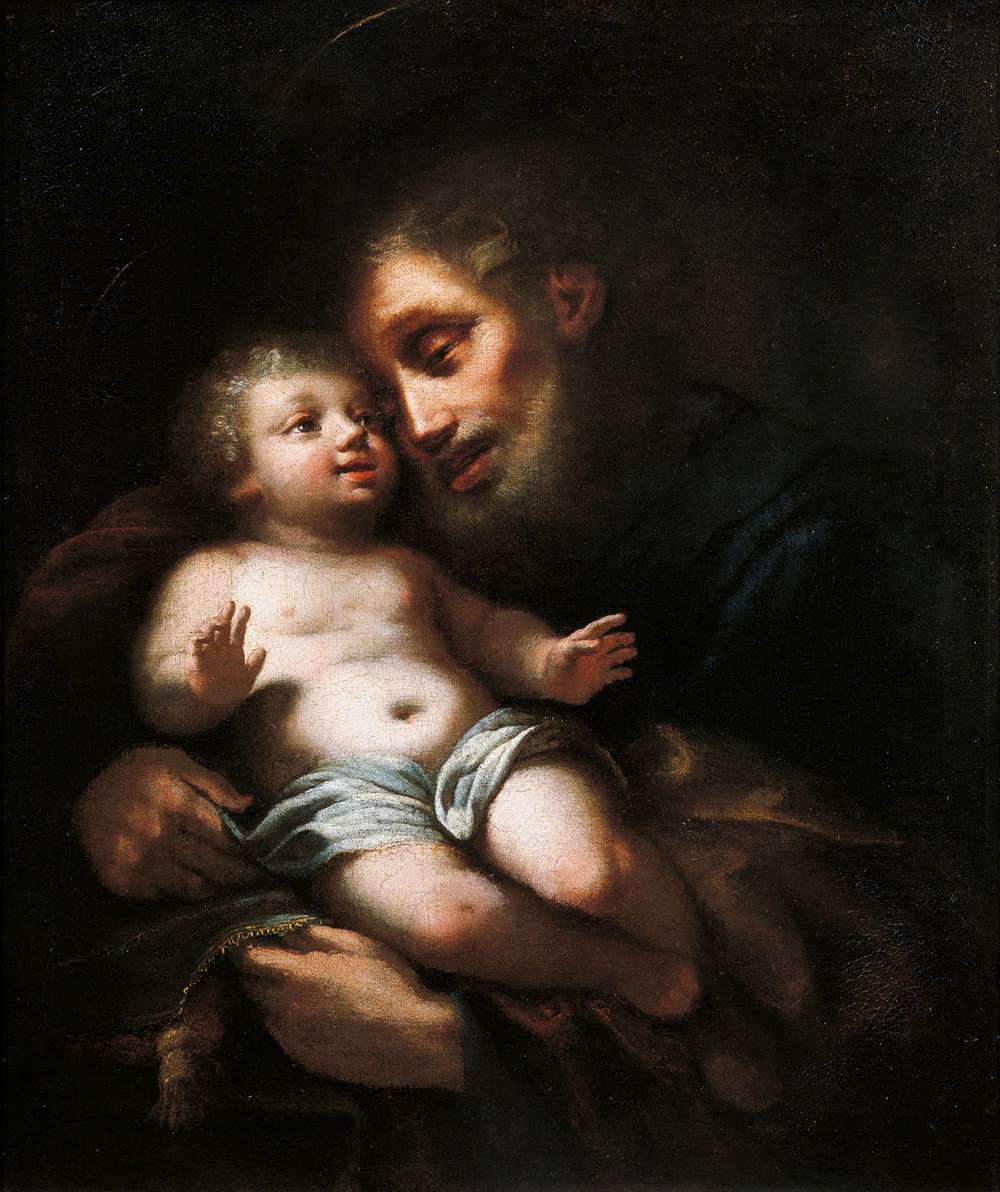
St. Joseph mit Christuskind
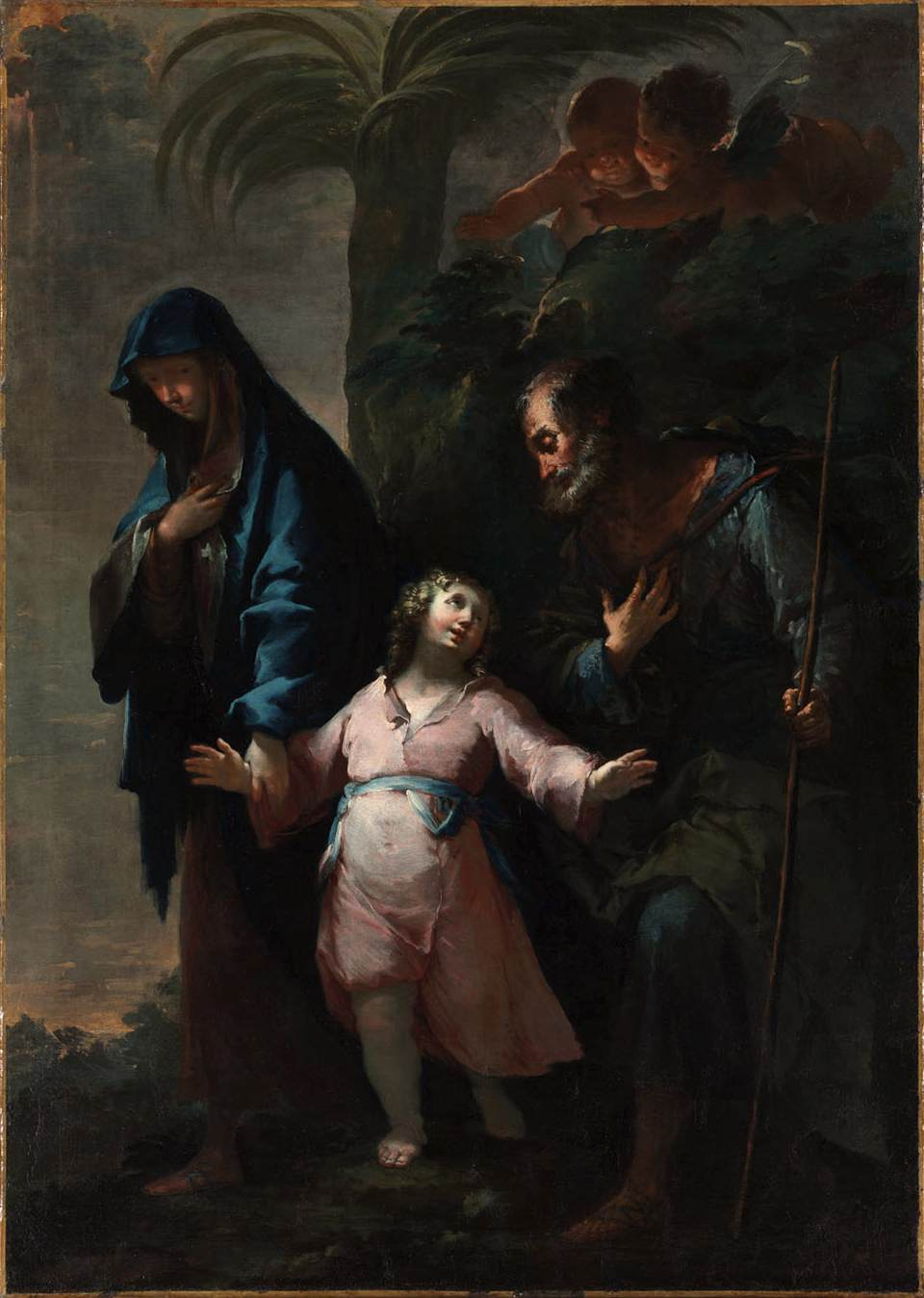
Die Rückkehr der Heiligen Familie aus Ägypten
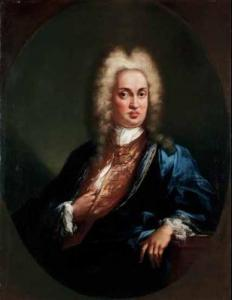
Bildnis eines Edelmannes